# Martin van Marum
Martin Van Marum (Groninga, 20 de março de 1750 – Haarlem, 26 de fevereiro de 1837) foi um médico, naturalista e físico holandês.

## Biografia
Diplomou-se em medicina e filosofia na Universidade de Groningen com a tese Dissertatio de Motu Fluidorum in Plantis.  Começou a praticar a medicina em Haarlem, mas devotou seu tempo livre ao estudo das ciências. A partir de 1777 tornou-se secretário da sociedade científica da sua cidade ( Hollandsche Maatschappij der Wetenschappen). Graças à sua ação, esta sociedade tornou-se uma das mais famosas da Europa. Ocupou-se igualmente das coleções deixadas à cidade por Pieter Teyler Van der Hulst (1702-1778). Van Marum tornou-se membro correspondente da Academia das Ciências francesa em 1803. Em 1776 publicou um tratado sobre eletricidade. Seu nome não é associado com nenhuma descoberta de primeira ordem, porém suas pesquisas (especialmente em relação à eletricidade) foram notáveis em número e variedade.
Para o Museu Teyler em Haarlem, na Holanda, Van Marum construiu em 1784 uma máquina eletrostática. Quando seus assistentes impulsionavam simultaneamente as manivelas da máquina, obtinham uma faísca que atingia até 60 cm de comprimento.[carece de fontes?] Morreu em 1837, Haarlem.